# Трейдуотер
Трейдуотер (англ. Tradewater River) — река в западной части штата Кентукки (США), левый приток реки Огайо. Длина реки составляет 217 км (по другим данным — 212 км).

## География
Исток реки Трейдуотер находится в округе Крисчен, чуть южнее населённого пункта Келли, примерно в 10 км севернее города Хопкинсвилл, на высоте около 216 м. В самом верхнем течении, на высоте 194 м, находится небольшое водохранилище Бантин-Лейк (англ. Buntin Lake), образовавшееся в результате запруживания реки.
После этого река Трейдуотер течёт преимущественно в северо-западном направлении, протекая по округам Крисчен, Хопкинс, Колдуэлл, Уэбстер, Криттенден и Юнион. У реки находятся города Досон-Спрингс, Стерджис и Провиденс. В своём нижнем течении река образует границу округов Криттенден и Юнион. Она впадает в реку Огайо на высоте 104 м, примерно в двух километрах южнее населённого пункта Кейсивилл.
Водосборный бассейн реки Трейдуотер находится между бассейнами рек Грин-Ривер (выше по течению Огайо) и Камберленд (ниже по течению Огайо). Площадь бассейна — 2442 км², суммарная длина реки и её притоков составляет около 837 км. Основные притоки — Кейни-Крик (Caney Creek), Баффало-Крик (Buffalo Creek), Пайни-Крик (Piney Creek), Флинн-Форк (Flynn Fork), Доналдсон-Крик (Donaldson Creek), Клир-Крик (Clear Creek), Краборчард-Крик (Craborchard Creek) и Сайпресс-Крик (Cypress Creek).
Средний расход воды в районе города Провиденс — 30,78 м³/c (данные 2022 года).

## История
Территории, прилегающие к реке, до прихода европейцев были заселены индейцами. После появления европейцев река некоторое время служила местом, где индейцы продавали шкуры и другие товары. Вероятно, именно от этого произошло название Трейдуотер (англ. Tradewater, с англ. — «вода, где происходит торговля»).  
Начиная с 1812 года в районе реки Трейдуотер добывали калиевую селитру. С 1836 года по реке стали перевозить уголь, впоследствии на баржах также перевозили табак. В 1842 году вблизи Стерджиса начала работать у́гольная компания Bell Steam Coal Company, там же была установлена паровая лесопилка. Производимый уголь предназначался для пароходов, курсировавших по реке Огайо.